# Cruiser Tank Mk VI Crusader
Cruiser Tank Mk VI oder Crusader (englisch für „Kreuzfahrer“) war die Bezeichnung eines britischen Panzers, der im Zweiten Weltkrieg hauptsächlich auf dem nordafrikanischen Kriegsschauplatz eingesetzt wurde.

## Entwicklung und Produktion

### Entwicklung
Den Anstoß zur Entwicklung einer Reihe von britischen Panzern, die später als Cruiser-Tank-Kreuzer-Panzerkampfwagen bekannt wurden, gab im Jahr 1937 ein Besuch des britischen Oberstleutnants Wavell in der UdSSR. Dort beeindruckte die Mobilität der BT-Serie die Delegationsmitglieder so sehr, dass er in Großbritannien den Lizenzkauf der Konstruktion des Amerikaners John Walter Christie durchsetzte, auf der die sowjetische BT-Reihe beruhte. Der Generalstab des Vereinigten Königreichs formulierte unter diesen Eindrücken die Anforderungen des A13-Panzers. Die Nuffield Organisation entwickelte stattdessen einen A16, der allerdings zu teuer war, so dass man das A13-Konzept mit A16-Komponenten mischte und schließlich den A13 Mk III unter dem Namen Covenanter entwarf. Nuffield sollte den Covenanter in seiner Fabrik bauen, man fand aber, dass die Version A 13 Mk II mit den vorhandenen Produktionsmitteln leichter zu bauen sei und entwickelte einen neuen Vorschlag auf Basis des Liberty-Motors – den A15.
Man wählte Nuffields Liberty-Motor mit zwölf Zylindern als Antrieb. Die Baumuster Mk III, Mk III a und b und Mk IV des Motors wurden verbaut, die sich hauptsächlich in verschiedenen Konzepten für die Motorkühlung unterschieden, da sich die Version Mk III später bei Einsätzen in der Wüste als unzureichend erwies. Die Motoren leisteten alle rund 340 PS (254 kW) bei 1500 Umdrehungen pro Minute.

### Produktion und Probleme

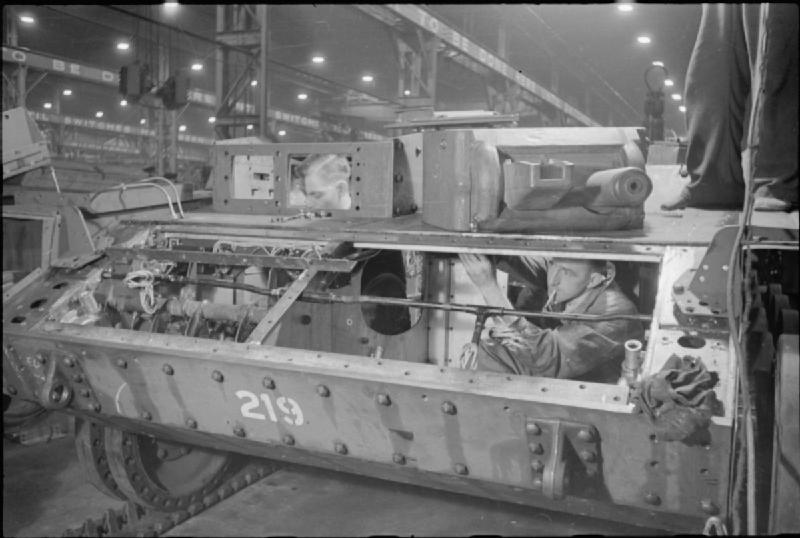
Ein Crusader Mk I mit dem Zusatzmaschinengewehrturm im Bau, 1941

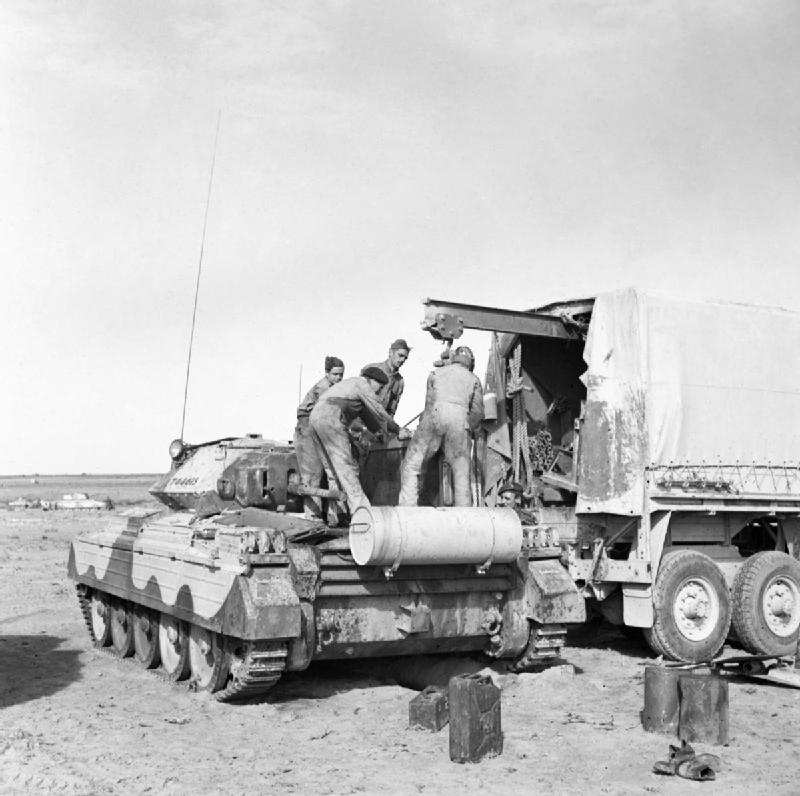
Motorreparatur an einem Crusader, 1943

Im Sommer 1939 wurden 100 Prototypen bei Mechanizations & Aero bestellt, die im April 1940 ausgeliefert wurden. Die ersten 200 Serienmodelle wurden Anfang 1941 fertig. Die ersten Crusader im Baumuster Mk I wurden im Mai 1941 an die Einheiten ausgeliefert. Die Baumuster Mk II und Mk III wurden im Verlauf des Jahres 1942 ausgeliefert.
Acht Firmen wurden zu Spitzenzeiten in einem Konsortium zum Bau des Crusader zusammengeschlossen. Sie produzierten etwa 110 Fahrzeuge pro Monat bei Kosten von rund 13.700 Pfund Sterling pro Stück. Mechanizations & Aero war der Konsortiumsführer, die Firmen West's Gas Improvement Co. Ltd. und Foden produzierten komplette Fahrzeuge, Milner's Safe Co. Ltd., John Lysaght and Co., Ruston-Bucyrus, Morris Commercial Cars und die MG Car Co. gehörten zu den Zulieferern.
Das Produktionskonsortium konnte die geforderten Stückzahlen jedoch nicht immer erfüllen. So kam es 1942 zu Lieferengpässen bei Panzerplatten und Getrieben. Weiterhin zeigten sich erhebliche Qualitätsmängel bei den Crusadern, die den nordafrikanischen Kriegsschauplatz erreichten: Die Arme der Radaufhängungen zerbrachen zum Beispiel bei ganzen Panzerlieferungen und mussten vor Ort ausgetauscht werden, Muttern waren nicht richtig festgezogen, so dass rund 200 Arbeitsstunden pro Panzer anfielen, um die Fahrzeuge überhaupt einsatzfähig zu machen. Die Reichweite, die ein Crusader zurücklegen konnte, bevor Motor oder Getriebe ausfielen, lag bei 400 Meilen, womit das Modell 1942 der unzuverlässigste Panzer der Armee war. Bestes Fahrzeug war der Valentine mit fast 950 Meilen Reichweite.
Hauptproblem war dabei nach Einschätzung von Instandhaltungspersonal der Ursprung des Liberty-Motors, der für Flugzeuge des Ersten Weltkriegs entwickelt worden war und dementsprechend über kein Kühlsystem verfügte, das für einen Panzer, vor allem in der Wüste, geeignet war. Die ab Werk verbaute Notkühlung aus Ventilatoren und einer Wasserpumpe, die mit einer Art Fahrradkette direkt von der Kurbelwelle angetrieben wurden, erwies sich als verheerend. Die Kette leierte durch Sand immer weiter aus, bis sie anfing zu springen und das Kettenrad auf der Kurbelwelle beschädigte, was dessen Austausch in einem dreitägigen Arbeitsgang nötig machte. Die Pumpe der Wasserkühlung selbst war schlecht konstruiert und wurde schnell undicht.
Trotz Maßnahmen zur Qualitätssteigerung wiesen im Februar 1943 von 41 untersuchten Fahrzeugen 30 noch erheblichen Instandsetzungsbedarf auf, um sie überhaupt einsatzbereit machen zu können.
Mit dem Ende des Afrikakrieges wurde der Crusader schließlich für überholt erklärt und ausgemustert. Die Einheiten erhielten neue Panzermodelle, wie den M4 Sherman. Insgesamt wurden etwa 5.000 Panzer aller Baumuster des Crusader gebaut.

## Einsätze

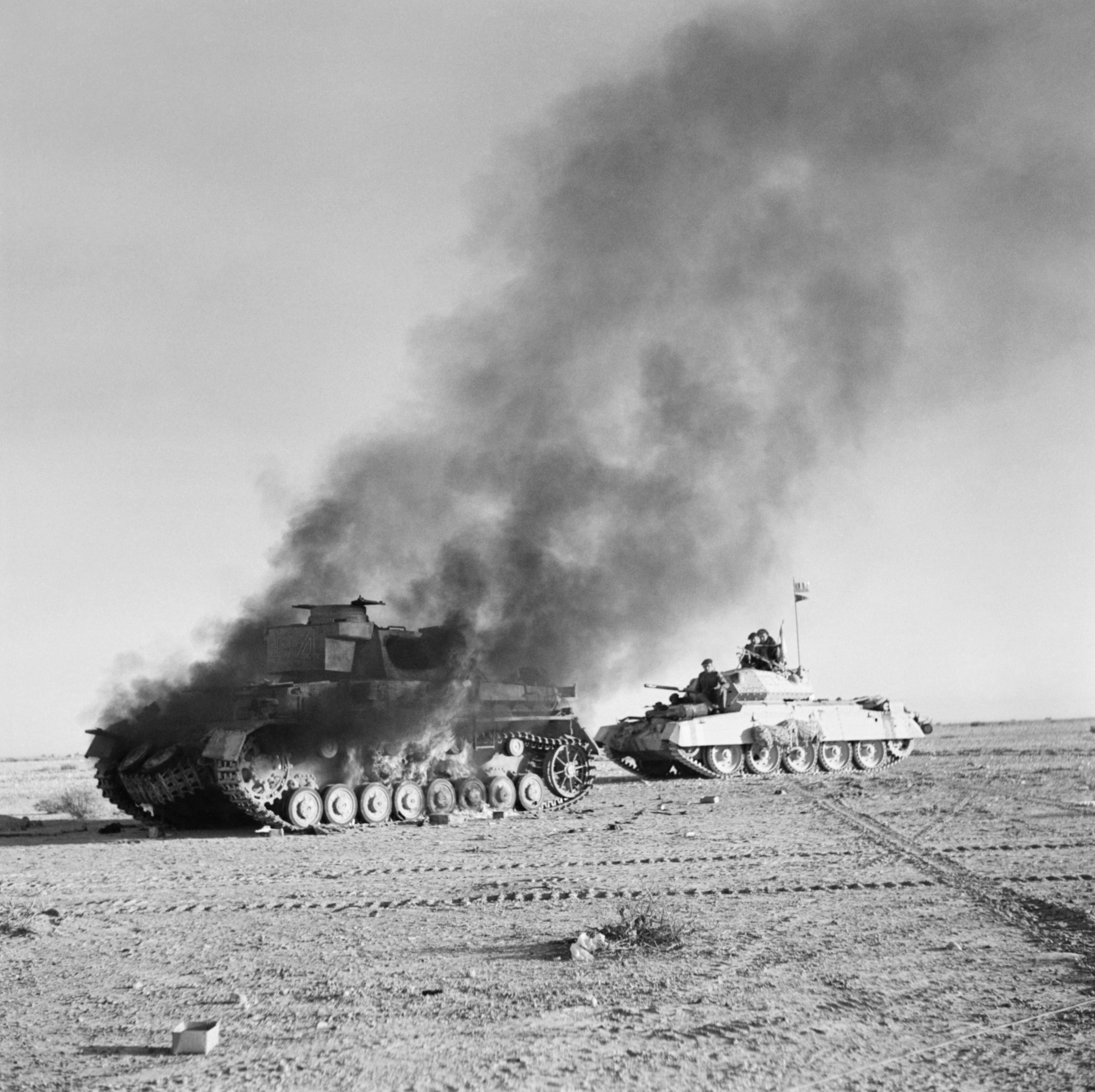
Ein Crusader passiert im November 1941 das brennende Wrack eines Panzer IV

Ein Crusader verlässt ein britisches Landungsboot (1942).

1941 wurden Crusader nach Ägypten entsandt und nahmen an der Operation Battleaxe sowie an der Operation Crusader teil. Die Verluste waren hoch und der Panzer bei seinen Besatzungen wegen der technischen Probleme nicht beliebt, obwohl er den deutschen Panzern grundsätzlich gewachsen war. Ihm fehlte aber aufgrund der Bewaffnung mit einer 40-mm-Kanone und dem damit einhergehenden Fehlen von Sprenggranaten (HE) die Fähigkeit, deutsche Panzerabwehrkanonen wirksam bekämpfen zu können. Aufgrund seiner eigenen schwachen Panzerung war der Crusader den deutschen Panzerabwehrwaffen fast schutzlos ausgeliefert. Gegen die unterlegenen italienischen Panzer M11/39 und M13/40 war der Crusader eine sehr wirkungsvolle Waffe.
Bei der Wehrmacht wurde der Crusader als Kreuzer-Panzerkampfwagen Mk VI 746 (e) geführt.

## Technische Daten und Varianten

### Crusader I
Der A15 Mark I oder Crusader I oder Cruiser Mk VI war das erste Baumuster des Crusaders, das auf dem Schlachtfeld zum Einsatz kam. Er war mit einer 40-mm-Kanone (2-Pfünder-MK. II) und einem koaxialen Besa-MG ausgerüstet. Vorne befand sich ein weiterer kleiner und schlecht belüfteter Turm (ähnlich den Nebentürmen der frühen Vickerspanzer), der mit einem Besa-MG (7,92 mm) und einem leichten MG (7,69 mm) ausgerüstet war. Der Turm wurde schon bei der Mk.-I-Version häufig abmontiert und durch eine Einstiegsluke ersetzt. Es wurden 291 Stück gebaut.
- Crusader Mk I CS, der Crusader I CS (Close Support / Nahunterstützung) besaß eine 3″-(76,2-mm-)Haubitze anstatt der „2-Pfünder“.

### Crusader II
Der A15 Mark II oder Crusader II oder Cruiser Mk VIA war dem Crusader I äußerlich ziemlich ähnlich, wies aber eine ganze Reihe von Modifikationen auf. Die wichtigsten Änderungen stellten der neue Motor (zuverlässiger) sowie die verstärkte Panzerung und der Verzicht auf den Nebenturm dar. Auch wurde der Munitionsvorrat von 110 auf 130 Schuss aufgestockt, was aber zur Folge hatte, dass der Platz für die Besatzung noch kleiner wurde.
Es wurden 2312 Fahrzeuge des Baumusters produziert.
- Crusader Mk II CS, wie schon beim Crusader I CS wurde auch hier die 2-Pfünder- durch eine 3″-(76,2-mm-)Haubitze ersetzt.
- Crusader Mk II OP, der Befehlspanzer (Observation Post) war eine Modifikation, die mit zwei No.-19-Funkgeräten und einer Geschützattrappe aus Holz ausgerüstet war. Das Weglassen der Kanone schaffte den Platz für die benötigten Funkgeräte.
- Crusader Gun Tractor, war eine Spezialausführung, die auf Basis des Crusader-II-Fahrgestells zu einer Zugmaschine aufgebaut wurde, die sowohl ein 76,2-mm-Geschütz – den sogenannten 17-Pfünder – ziehen als auch die gesamte Munition und acht Mann Besatzung aufnehmen konnte.

### Crusader III
Der A15 Mark III oder Crusader III war die letzte Version des Crusaders, die als Kampfpanzer Verwendung fand. Durch eine neue Turmkonstruktion wurde es nun möglich, eine 6-Pfünder-(2,2″-)57-mm-Kanone einzubauen. Auch wurde die Panzerung weiter verstärkt. Dadurch konnte er nun endlich den deutschen Panzern III J und IV F2 gefährlich werden. Einige wurden auch mit einem MG Vickers Typ „K“ .303 (7,7 mm) ausgerüstet.
Es wurden 2362 Fahrzeuge des Baumusters produziert.
- Crusader Mk. III OP, der Befehlspanzer war eine Modifikation, die mit zwei No.-19-Funkgeräten, einem No.-18-Funkgerät und einer Geschützattrappe aus Holz ausgerüstet wurde.
- Crusader III AA Mk I, ein Flugabwehrpanzer mit einem 40-mm-Bofors-Geschütz (Autolader) in einem oben offenen Turm. Vier Mann Besatzung.
- Crusader III AA Mk II/III, ein Flugabwehrpanzer mit 20-mm-Oerlikon-Kanone in einer Doppellafette. Einige wenige Exemplare wurden mit einer Dreifachlafette produziert.

| Kenngröße             | Daten Mk I                                                | abweichende Daten Mk III |
| --------------------- | --------------------------------------------------------- | ------------------------ |
| Produzent             | Nuffield Mechanizations & Aero                            |                          |
| Gewicht               | 19,3 t                                                    | 22,12 t                  |
| Besatzung             | 5 (4 ohne Nebenturm)                                      | 3                        |
| Bewaffnung            |                                                           |                          |
| Hauptturm             | 2-Pfünder Mk. I 40 mm                                     | 6-Pfünder 57 mm          |
|                       | 1 × MG Besa 7,92 mm (achsparallel)                        |                          |
| Nebenturm             | 1 × MG Besa 7,92 mm                                       | kein Nebenturm           |
|                       | 1 × MG 7,69 mm mit 600 Schuss                             | kein Nebenturm           |
| Motor                 | Nuffield „Liberty“ Mk. III                                | „Liberty“ Mk. IV         |
| Hubraum               | V12; 27 Liter                                             |                          |
| Leistungsgewicht      | 16 PS/Tonne                                               | 15,37 PS/Tonne           |
| Antriebsanlage        | Hinten                                                    |                          |
| Kraftstoff            | Benzin                                                    |                          |
| Gänge                 | vier Vorwärtsgänge / ein Rückwärtsgang                    |                          |
| Höchstgeschwindigkeit | 43 km/h (Straße) / 24 km/h (Gelände)                      |                          |
| Kraftstoffvorrat      | 500 Liter (Zusatztank war beim Mk. I und Mk. II Standard) |                          |
| Kraftstoffverbrauch   | auf 100 km Straße: 155 Liter                              |                          |
| Reichweite            | 322 km                                                    |                          |
| Panzerung Wanne       | 2 Lagen genietet                                          |                          |
| Panzerung Turm        | 2 Lagen genietet                                          | 1 Lage geschweißt        |
| Panzerung, Stärke     | bis zu 40 mm                                              | bis zu 51 mm             |
| Maße                  |                                                           |                          |
| Länge                 | 5,97 m                                                    |                          |
| Breite                | 2,77 m                                                    |                          |
| Höhe                  | 2,24 m                                                    |                          |
| Breite der Ketten     | 257 mm                                                    |                          |
| Wattiefe              | 1 m                                                       |                          |
| Kletterfähigkeit      | 0,69 m                                                    |                          |
| Grabenüberwindung bis | 2,6 m                                                     |                          |
| Bodenfreiheit         | 41 cm                                                     |                          |
| Bodendruck            | 1,06 kg/cm²                                               |                          |
| Einführung            | 1940                                                      | 1942                     |

### Erhaltene Exemplare
- Crusader Mk. I, Royal Australian Armoured Corps Museum, Puckapunyal
- Crusader Mk. II, South African Museum of Military History, Johannesburg
- Crusader Mk III, Panzermuseum Bovington
- Crusader Mk III AA Mk III, Musée des Blindés, Saumur
- Crusader Mk III Gun Tractor Mk I, Nationaal Oorlogs- en Verzetsmuseum, Overloon

Crusader I mit dem Zusatzturm bei einer Landungsübung 1942
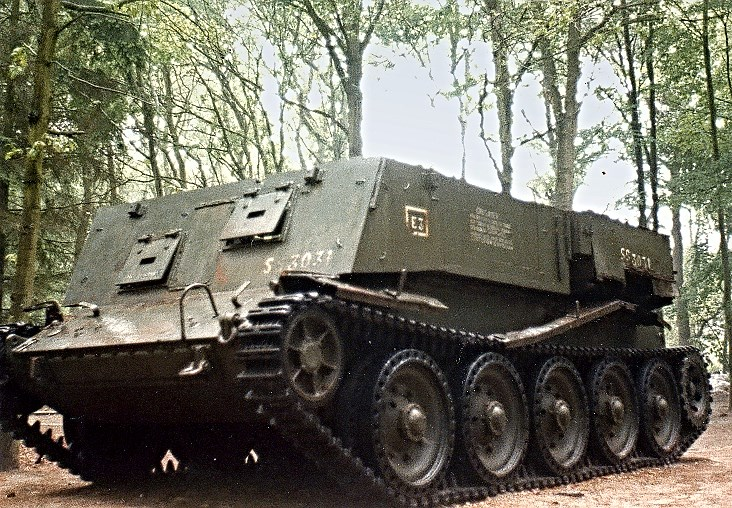
Crusader II Gun Tractor Mk. I
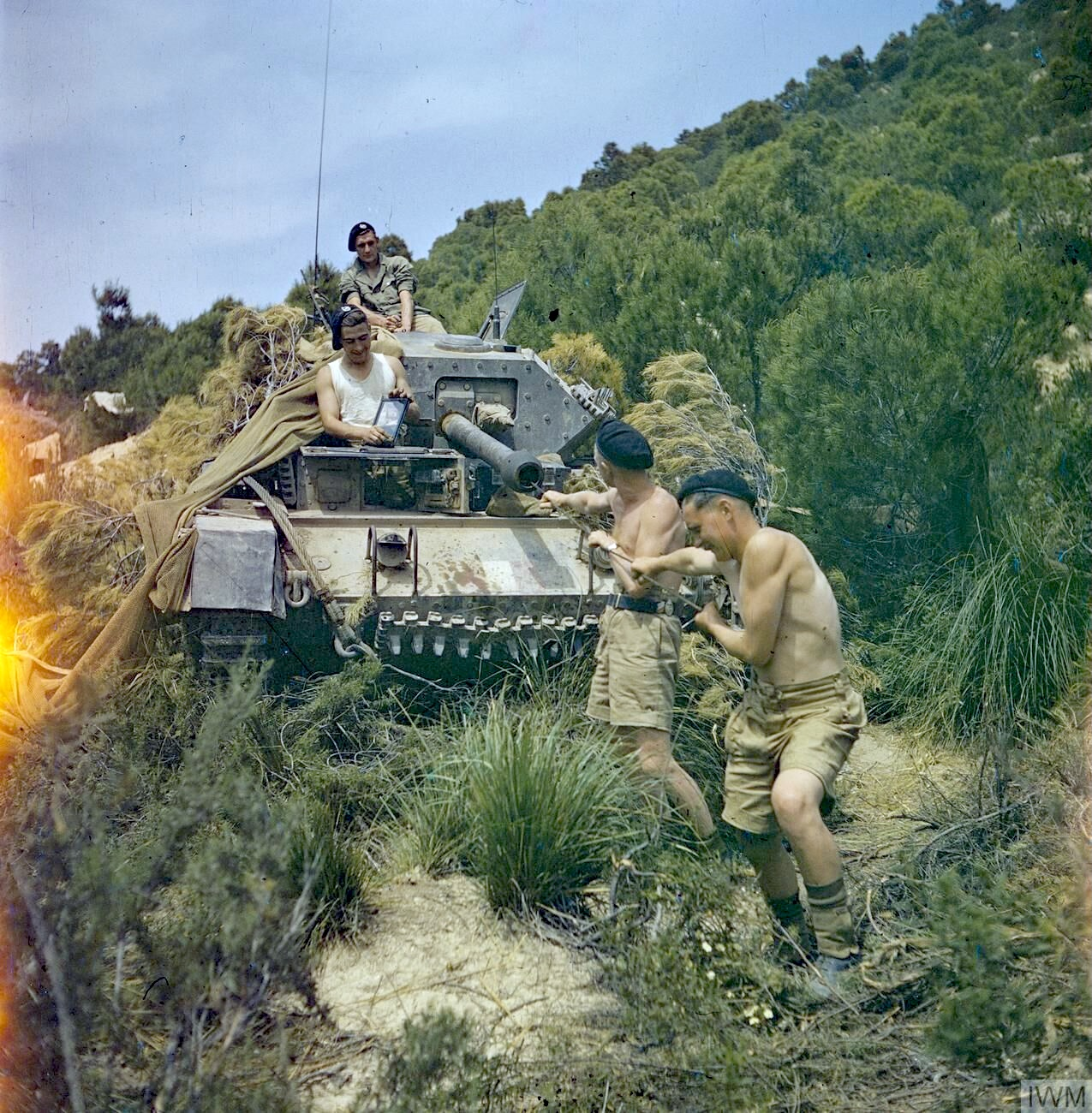
Crusader III in Tunesien 1943, Reinigung der 6-Pfünder-Kanone
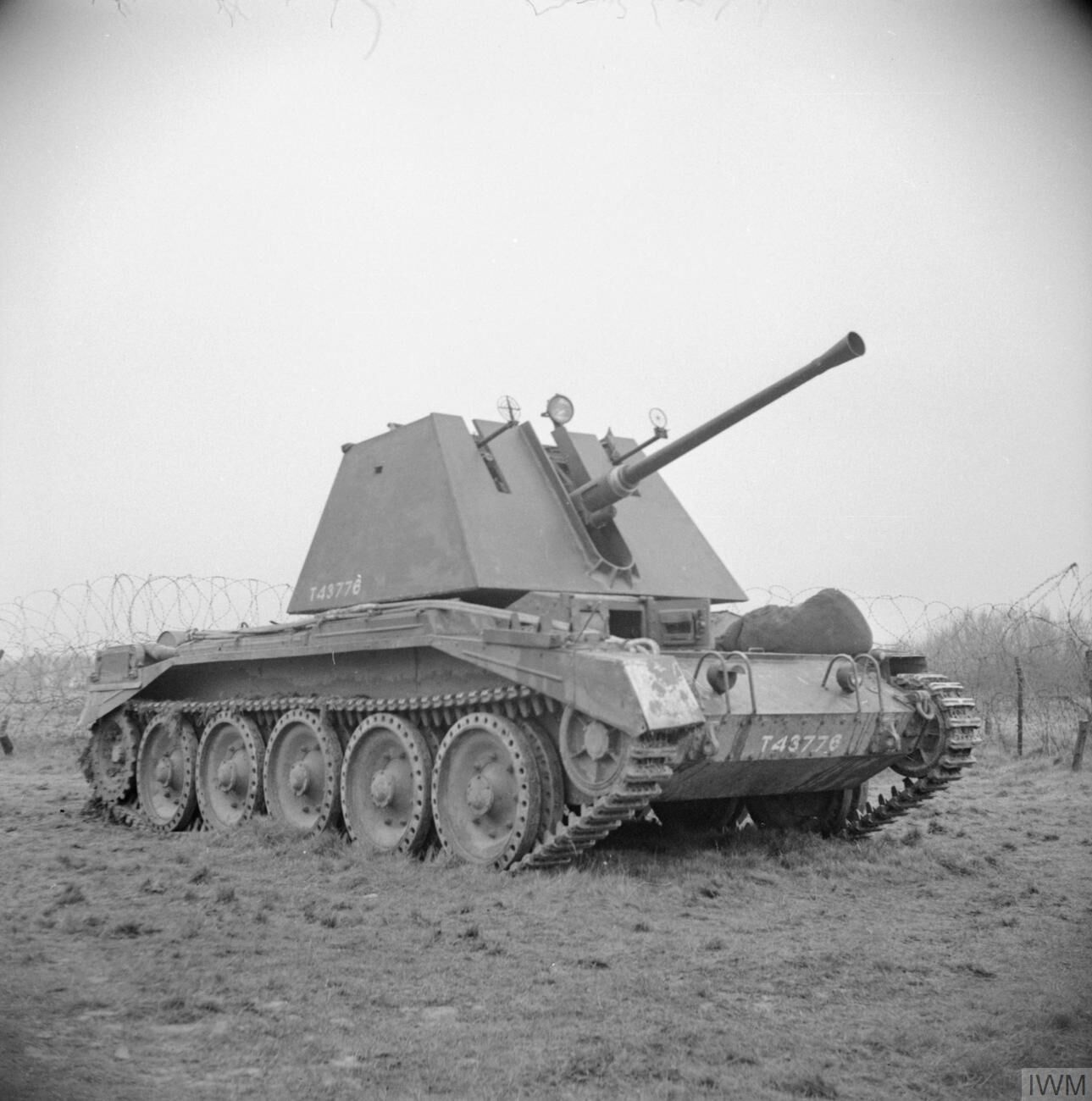
Crusader III AA Mk. I
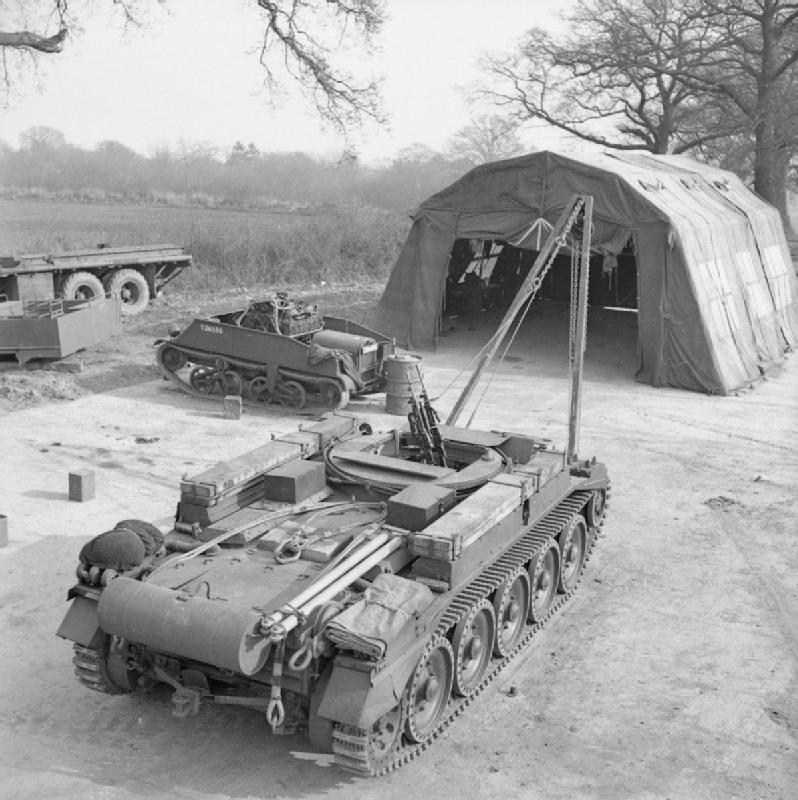
Crusader ARV